# Annandale Way

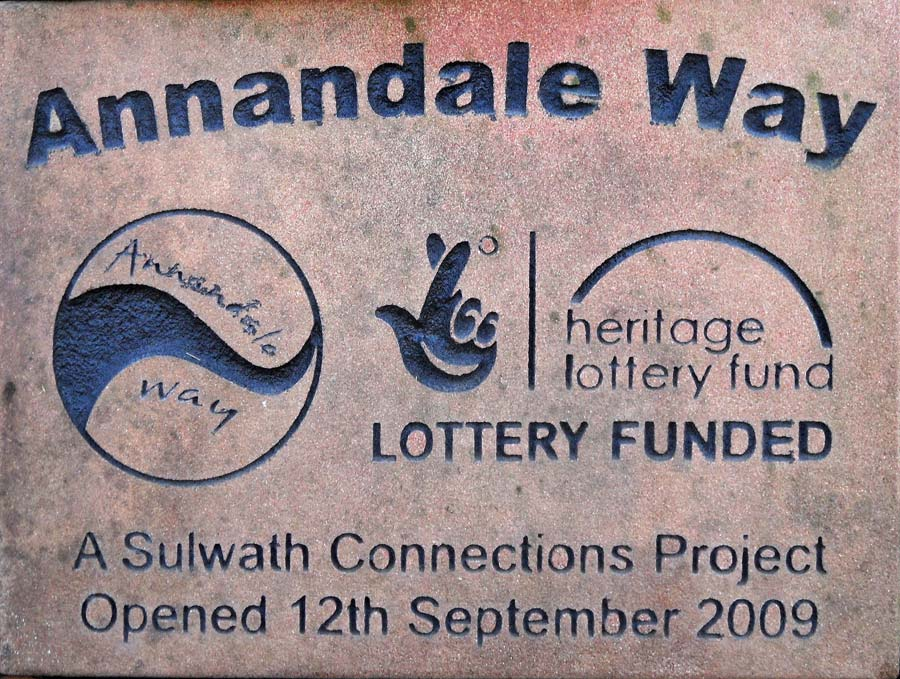

De Annandale Way is een langeafstandswandelpad (Great Trail) in Schotland. Het pad is 90 kilometer lang en doorkruist Zuid-Schotland. Het loopt van Moffat naar Annan.